# 日本花棘石鳖
日本花棘石鳖（学名：Liolophura japonica），又名大駝石鱉，为石鱉科駝石鱉屬下的一个种。主要分布于中国大陆、日本、台湾及香港的吐露港、大鵬灣及東平洲，常栖息在潮间带的岩礁上、潮间带。
體長50毫米，顏色為骯髒的白色至棕褐色。絨毛顏色黑白參雜，每塊殼板都有一個小凹位。